# Kenny Agostino
Kenneth Tyler „Kenny“ Agostino (* 30. April 1992 in Morristown, New Jersey) ist ein US-amerikanischer Eishockeyspieler, der seit Juli 2024 beim ERC Ingolstadt aus der Deutschen Eishockey Liga (DEL) unter Vertrag steht und dort auf der Position des linken Flügelstürmers spielt. Zuvor war Agostino unter anderem für die Calgary Flames, St. Louis Blues, Boston Bruins, Canadiens de Montréal, New Jersey Devils und Toronto Maple Leafs in der National Hockey League (NHL) aktiv.

## Karriere

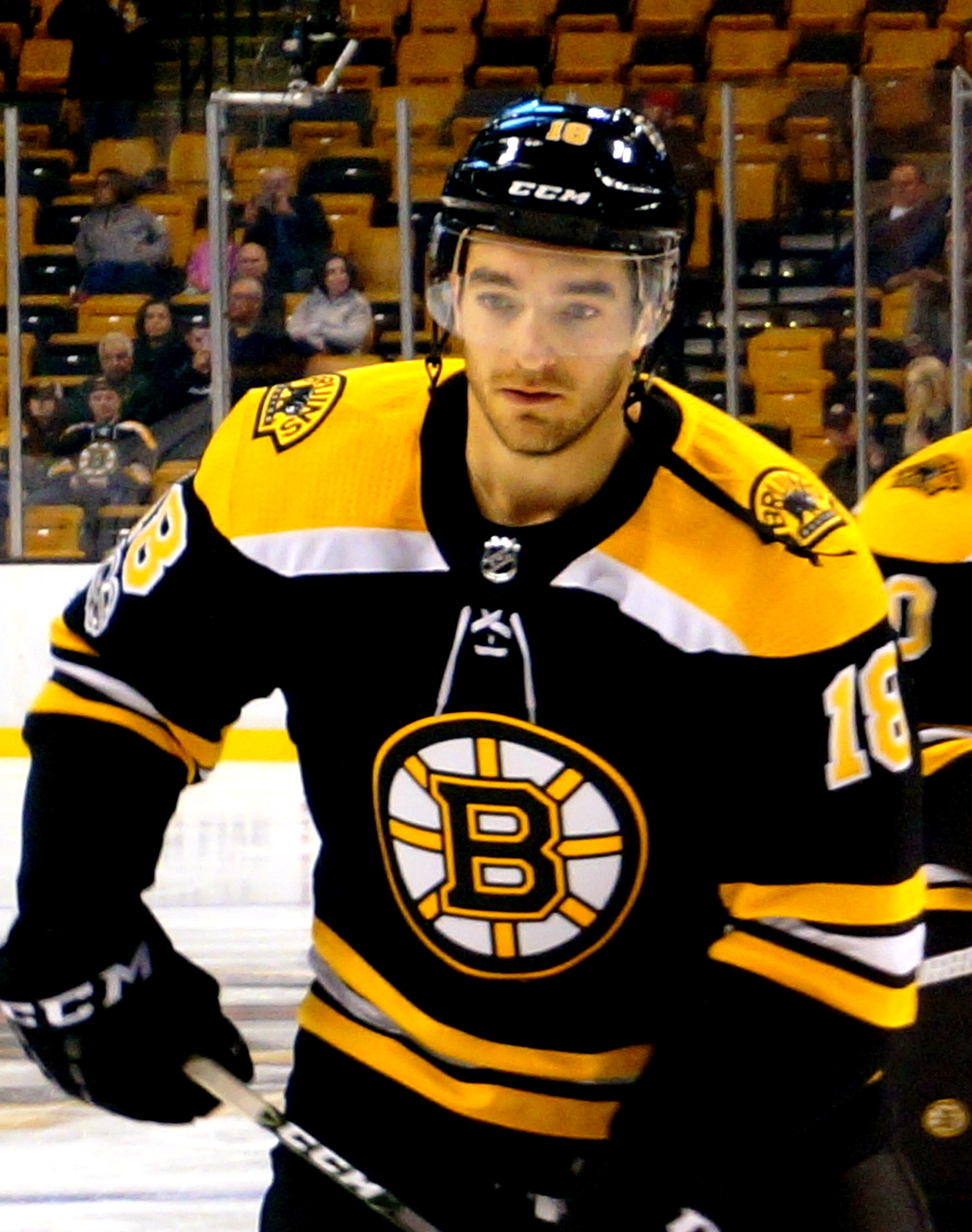
Agostino im Trikot der Boston Bruins (2017)

Agostino wurde direkt aus der High School heraus im NHL Entry Draft 2010 in der fünften Runde an 140. Stelle von den Pittsburgh Penguins aus der National Hockey League ausgewählt. Neben der High-School-Mannschaft der Delbarton School in seiner Geburtsstadt war der Stürmer bis 2010 auch kurzzeitig für das US National Team Development Program des US-amerikanischen Eishockeyverbandes USA Hockey aktiv. Nach der Wahl im Entry Draft entschied sich Agostino seine Karriere zunächst an der Yale University fortzusetzen. Parallel zu seinem Studium in Politikwissenschaft spielte er die folgenden vier Jahre für das Universitätsteam, mit dem er am Ende der Saison 2012/13 die nationale College-Meisterschaft der National Collegiate Athletic Association gewann. Darüber hinaus erhielt Agostino in diesem und dem folgenden Jahr zahlreiche individuelle Ernennungen in die All-Star-Teams der ECAC Hockey und Ivy League. Während dieser Zeit waren seine Transferrechte im nordamerikanischen Profibereich im März 2013 von Pittsburgh an die Calgary Flames abgegeben worden, nachdem er gemeinsam mit dem Erstrunden-Wahlrecht im NHL Entry Draft 2013 und den Transferrechten an Ben Hanowski im Tausch für Calgarys Mannschaftskapitän Jarome Iginla dorthin wechselte.
Nach Beendigung seines Studiums wurde der Stürmer im März 2014 von Calgary unter Vertrag genommen und absolvierte bis zum Ende der NHL-Saison acht Partien für die Flames. Zur folgenden Spielzeit fand sich der US-Amerikaner schließlich im Farmteam, den Adirondack Flames, in der American Hockey League wieder. Mit 43 Punkten in 67 Partien konnte er in seiner Rookiesaison überzeugen. Im neuen Farmteam Stockton Heat knüpfte er im Spieljahr 2015/16 mit 57 Punkten in 65 Spielen an diese Leistungen an, so dass er im Saisonverlauf noch einmal für zwei Spiele bei den Calgary Flames zum Einsatz kam. Als Free Agent wechselte Agostino im Sommer 2016 zu den St. Louis Blues. Dort war er mit Beginn der Saison der Fixpunkt des Farmteams Chicago Wolves. Erst nachdem Blues-Stürmer Robby Fabbri Anfang Februar 2017 aufgrund einer Verletzung am Kreuzband für den Rest der Spielzeit ausgefallen war, wurde Agostino erstmals in den NHL-Kader St. Louis’ berufen. Zu diesem Zeitpunkt führte er die Scorerliste der AHL mit 60 Punkten in 48 Spielen mit einem Vorsprung von 15 Punkten auf Jordan Weal an. Diesen Vorsprung verteidigte er im restlichen Saisonverlauf und wurde demzufolge am Ende der Saison ins AHL First All-Star Team berufen, erhielt den Les Cunningham Award als wertvollster Spieler sowie die John B. Sollenberger Trophy als Topscorer.
Dennoch wurde sein auslaufender Vertrag in St. Louis nicht verlängert, sodass er sich im Juli 2017 als Free Agent den Boston Bruins anschloss. Im Juli 2018 unterzeichnete Agostino in gleicher Weise einen Einjahresvertrag bei den Canadiens de Montréal. Als er im Februar 2019 abermals über den Waiver in die AHL geschickt werden sollte, übernahmen die New Jersey Devils seinen Vertrag. Dort beendete er die Saison und wechselte anschließend im Juli 2019 als Free Agent zu den Toronto Maple Leafs. Nach lediglich einem NHL-Einsatz dort im Verlauf der folgenden beiden Spielzeiten, die er damit hauptsächlich im Farmteam verbracht hatte, wechselte der Stürmer im Juni 2021 erstmals nach Europa. Er schloss sich Torpedo Nischni Nowgorod aus der Kontinentalen Hockey-Liga (KHL) an. Den Klub verließ der US-Amerikaner zunächst Anfang März 2022 infolge des russischen Überfalls auf die Ukraine umgehend, verlängerte seinen Vertrag jedoch zwei Monate später und kehrte zur Spielzeit 2022/23 wieder nach Nischni Nowgorod zurück. Ein Engagement beim Skellefteå AIK in der Svenska Hockeyligan (SHL) wurde im August 2023 nach kurzer Zeit wieder aufgehoben, sodass er nur einen Monat später für die Saison 2023/24 bei der Düsseldorfer EG aus der Deutschen Eishockey Liga (DEL) anheuerte. Im Juli 2024 wechselte Agostino innerhalb der DEL zum ERC Ingolstadt.

### International
Für sein Heimatland nahm Agostino mit der Nationalmannschaft der Vereinigten Staaten an den Olympischen Winterspielen 2022 in der chinesischen Hauptstadt Peking teil, wo er mit der Mannschaft den fünften Rang belegte. In vier Turnierspielen erzielte er dabei ein Tor.

## Erfolge und Auszeichnungen
| - 2013 NCAA-Division-I-Championship mit der Yale University - 2013 ECAC Second All-Star Team - 2013 All-Ivy League Second Team - 2014 ECAC Third All-Star Team - 2014 All-Ivy League Second Team | - 2017 Teilnahme am AHL All-Star Classic - 2017 AHL First All-Star Team - 2017 Les Cunningham Award - 2017 John B. Sollenberger Trophy |

## Karrierestatistik
Stand: Ende der Saison 2024/25

### International
Vertrat die USA bei:
- Olympischen Winterspielen 2022

(Legende zur Spielerstatistik: Sp oder GP = absolvierte Spiele; T oder G = erzielte Tore; V oder A = erzielte Assists; Pkt oder Pts = erzielte Scorerpunkte; SM oder PIM = erhaltene Strafminuten; +/− = Plus/Minus-Bilanz; PP = erzielte Überzahltore; SH = erzielte Unterzahltore; GW = erzielte Siegtore; 1 Play-downs/Relegation; Kursiv: Statistik nicht vollständig)